# Delenda Carthago
« delend
a est Ca
rthago »

Delenda Carthago est une locution latine traditionnellement attribuée à Caton l'Ancien, mort en 149 av. J.-C., qui signifie « Il faut détruire Carthage ! » (littéralement « Carthage est à détruire »).

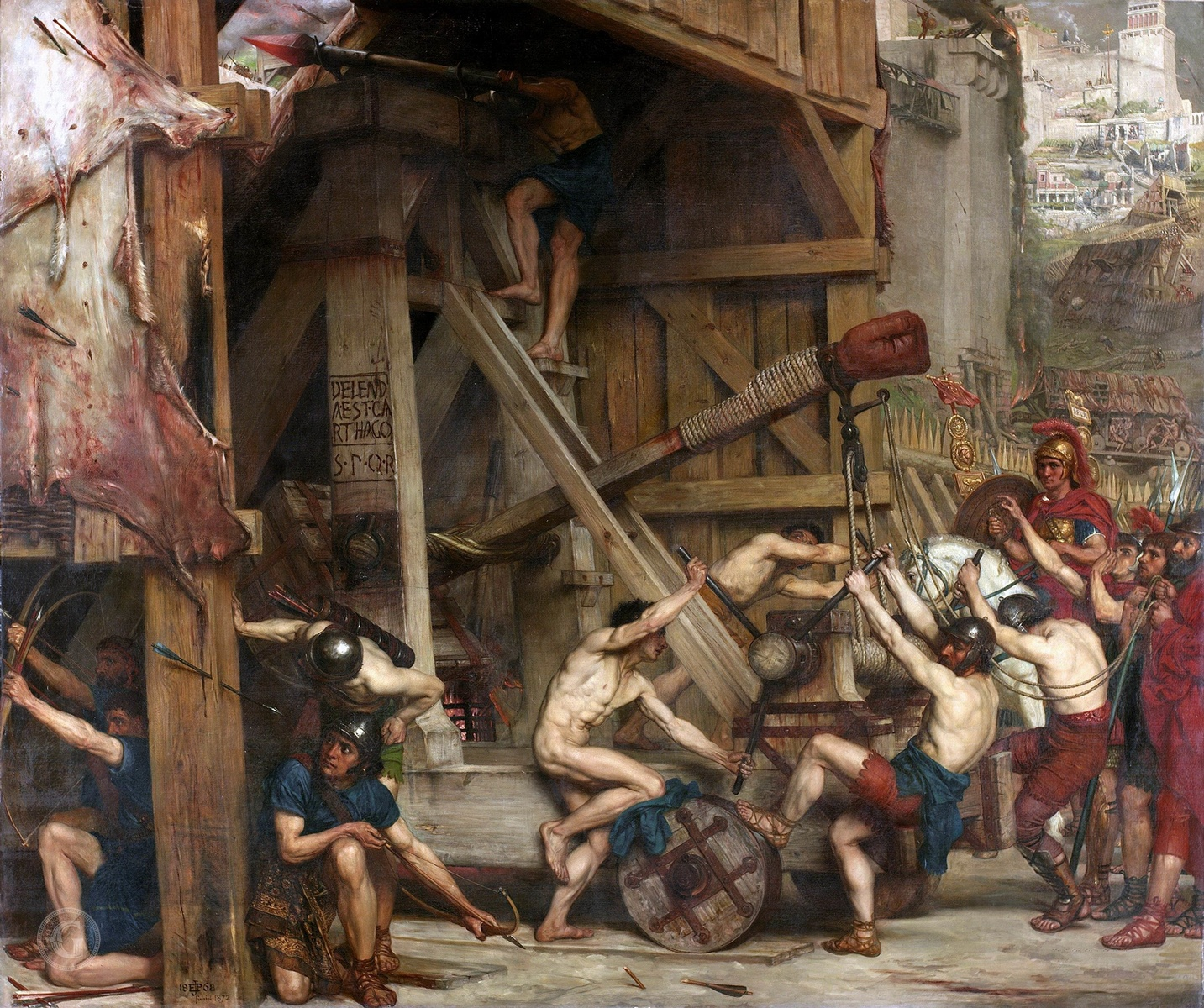
La Catapulte, peinture d'Edward Poynter, 1868. Sur la machine de guerre au siège de Carthage à la fin de la troisième guerre punique, les mots de Caton l'Ancien sont gravés :

Parfois on la trouve aussi sous les formes Delenda est Carthago ou Carthago Delenda Est.

## Origine
Bien que les Romains eussent remporté les deux premières guerres puniques, ils connurent quelques revers et humiliations dans leur lutte d'influence contre l'empire de Carthage, dont la métropole était la Tunisie actuelle. Cela les poussa à rechercher par vindicte la victoire totale qui s'exprime par cette formule lapidaire. La troisième guerre punique s'acheva par la destruction complète de la ville. La cité fut brûlée (des traces d'incendie sont visibles sur les quelques ruines qui restent de la Carthage phénicienne), rasée et les survivants vendus en esclavage. Les historiens se demandent si, oui ou non, les champs furent recouverts de sel. 
Selon la tradition, Caton l'Ancien prononçait cette formule à chaque fois qu'il commençait ou terminait un discours devant le Sénat romain, quel qu'en fût le sujet. Une autre version, plus souvent citée en Allemagne, ne semble pas présenter un plus grand caractère d'authenticité : « Ceterum censeo Carthaginem delendam esse » (« En outre, je pense que Carthage est à détruire »).
La formule de Caton n'est jamais rapportée au discours direct par les sources qui mentionnent cet épisode (Cicéron, Pline l'Ancien, Plutarque). Il est ainsi probable que la phrase restée dans les mémoires soit en réalité une simplification séduisante de la conclusion systématique des discours de Caton en 150 av. J.-C. L'expression s'emploie aujourd'hui pour parler d'une idée fixe, que l'on poursuit avec acharnement jusqu'à sa réalisation ; elle peut signifier aussi la nécessité de détruire une institution ou une structure devenue néfaste mais qui persiste.
En rhétorique, on désigne cette locution comme étant une épanalepse.

## Utilisation
De nombreux auteurs reprennent l'expression pour indiquer leur acharnement à atteindre un but.
- Dans la préface de sa deuxième considération inactuelle, Nietzsche fait référence au mot de Caton pour exprimer la résistance et son opposition face à la vieille transmission traditionnelle de l'histoire.
- Dans la Revue de l'Enseignement chrétien, en 1871, Emmanuel d'Alzon, figure du catholicisme intransigeant, organise son propos autour de cette citation afin de susciter la création d'universités catholiques face aux universités d'Etat[2].

- La citation est utilisée dans l'album des aventures d'Astérix le Gaulois Les Lauriers de César (1972) : l'avocat romain d'Astérix et Obélix qui a reçu l'ordre de les défendre s'adresse à eux en disant : « j'ai un très bon discours ; ça commence comme ça : delenda Carthago, disait le grand Caton… » Nonobstant l'ironie d'ouvrir avec cette citation de clôture, il est pris ensuite de court par le procureur qui utilisera le premier la citation dans ses réquisitions. L'avocat demande alors une suspension d'audience.

- Isaac Asimov y fait référence dans son livre Les Robots et l'Empire (1985) : sur fond de rivalité entre Terriens et Spatiens, l'un des personnages, Levular Mandamus, voulant obtenir une entrevue de la part de Kelden Amadiro, un Spatien grand ennemi de la Terre, lui fait remettre un billet où est inscrite la phrase « Ceterum censeo, delenda est Carthago » (traduite ensuite par « Selon moi, Carthage doit être détruite »). Implicitement, Carthage désigne la Terre et Amadiro, intrigué, accepte de recevoir Mandamus.

- Elle survit également grâce à son inclusion dans les « pages roses » du Petit Larousse, et en tant qu'exemple-type de l'emploi de l'adjectif verbal dans les grammaires latines, de même que d'autres exemples comme « Mihi colenda est virtus ».

- C'est par référence à cette locution que, dans l'armée française, la liste des officiers catholiques dont la carrière devait être bloquée avait été dénommée « Carthage » par le ministre de la Guerre, le général André, lors de l'affaire des fiches, entre 1900 et 1904.

- Durant l'Occupation, entre 1940 et 1944, Jean Hérold-Paquis, journaliste à Radio-Paris, la radio collaborationniste de l'État français dirigé par le maréchal Pétain, terminait ses éditoriaux quotidiens par la formule : « et l'Angleterre, comme Carthage, sera détruite ! »

- L'auteur-compositeur-interprète italien Franco Battiato a enregistré une chanson en italien et en latin dont le titre est Delenda Carthago (album Caffè De La Paix, 1993).
- En 1983, la chanteuse italienne Alice reprend la locution dans une chanson en italien dont le titre est Carthago.

- Le groupe Varsovie a écrit une chanson dont le titre Détruire Carthage (album L'heure et la trajectoire de 2014) utilise l'expression sous la forme Carthago Delenda Est lors des refrains.

- L'auteur Mark Z. Danielewski utilise la citation dans son ouvrage "La Maison des Feuilles" (2003), sous la forme "Delenda est Carthago". Une note de bas de page indique "Késako?! [...] Une fille du nom d'Amber Rightcare a suggéré que ce devait être au sujet de la destruction de Carthage".
- L'auteur Manolete Guzman utilise la citation dans son livre éponyme "Delenda Est"[3] pour l'appliquer à une société contemporaine.
- Voltaire concluait ses correspondances par " Écr.l'inf. ", abréviation de « Écrasons l'infâme » et parfois contracté en Ecrelinf. Ce slogan invitait ainsi ses correspondants à le joindre dans son combat contre l'Eglise Catholique.
- Dans le film Kaamelott Premier Volet (2021) d'Alexandre Astier, après qu'Arthur soit parvenu à fuir les geôles de Kaamelott, Lancelot menace les membres de son état-major de pendaison s'ils ne le retrouve pas rapidement. Parmi eux, le roi Loth, habitué à sortir des citations latines hors sujet ou incompréhensibles, commente la menace avec « argumentum baculinum » (traduit en « l'argument du bâton ») avant de lui préférer « delenda Carthago », la première étant trop à propos selon lui.

### Sources antiques
- Cicéron, Caton l'Ancien (BNF 12177187).
- Cicéron, Les devoirs (BNF 12134897).
- Tite-Live, Histoire romaine (BNF 12008346).
- Valère Maxime, Faits et dits mémorables (BNF 12551704).
- Pline l'Ancien, Histoire naturelle (BNF 12011602).
- Tertullien, Aux nations (BNF 12261662).
- Florus, Épitome (BNF 12137127).
- Hommes illustres de la ville de Rome (BNF 12237605).
- Plutarque, Caton l'Ancien.
- Appien, Histoire romaine (BNF 12187093).
- Velleius Paterculus, Histoire romaine (BNF 12011352).